# Kanton Montceau-les-Mines-Sud
Kanton Montceau-les-Mines-Sud (francouzsky Canton de Montceau-les-Mines-Sud) je francouzský kanton v departementu Saône-et-Loire v regionu Burgundsko. Tvoří ho dvě obce.

## Obce kantonu
- Montceau-les-Mines (jižní část)
- Saint-Vallier